# Крушельницька Соломія Амвросіївна
Соломі́я Амвро́сіївна Крушельни́цька  (23 вересня 1872, Білявинці, Бучацький повіт, Королівство Галичини та Володимирії, Австро-Угорщина, нині Бучацька ОТГ, Чортківський район, Тернопільська область, Україна — 16 листопада 1952, Львів, Українська РСР) — українська оперна співачка, педагогиня. За життя визнавана найвидатнішою співачкою світу. Серед її численних нагород та відзнак, зокрема, звання «Вагнерівська примадонна» XX століття. Співати з Крушельницькою на одній сцені вважали за честь Енріко Карузо, Тітта Руффо, Федір Шаляпін. Італійський композитор Джакомо Пуччіні подарував їй свій портрет з написом «Найвеличнішій і найчарівнішій Баттерфляй — Джакомо Пуччіні. Торре 1904» («Alla più grande e deliziosa Butterfly – Giacomo Puccini. Torre 1904»).
У сучасній українській традиції входить до переліку найвідоміших жінок давньої та сучасної України.

## Життєпис

### Дитинство

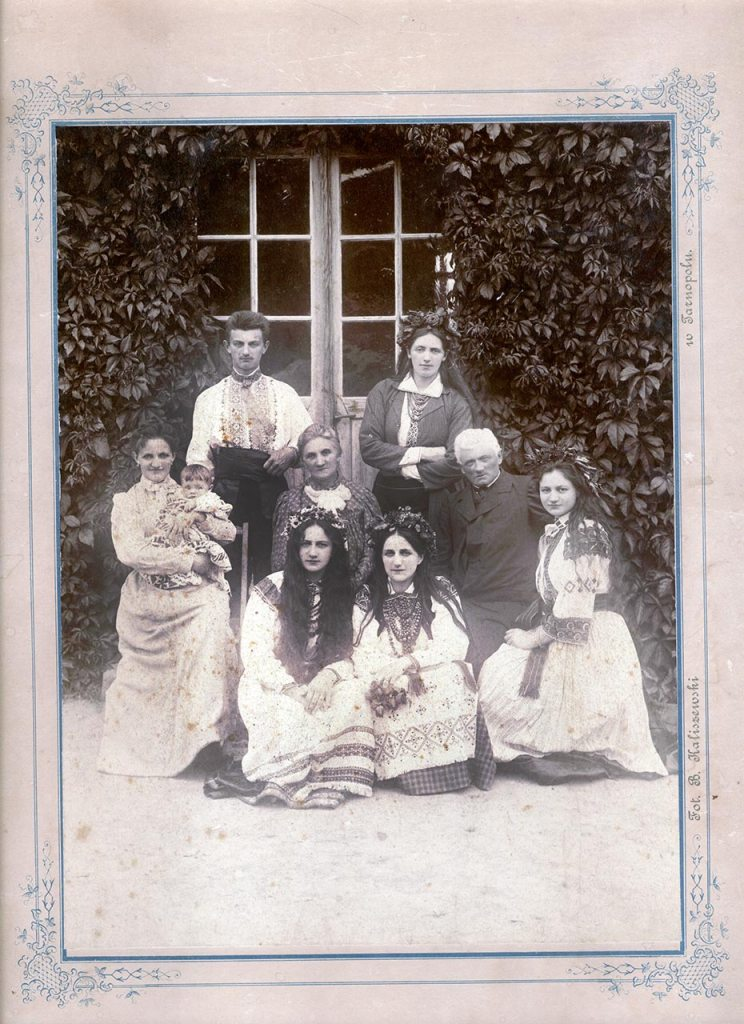
Родина Крушельницьких, поч. 1900-х рр. Стоять: Володимир та Соломія. Сидять у центрі: матір Теодора, батько о. Амвросій. Нижче: Олена з донькою Марією-Соломією, Марія, Емілія, Анна

Народилася 23 вересня 1872 року в селі Білявинці, в сім'ї греко-католицького священника о. Амвросія Крушельницького та його дружини Теодори Марії (1844—1907), дочки священника УГКЦ, громадського діяча, письменника о. Григорія Савчинського, одного з перших зачинателів віршованої байки на Галичині. Походить зі шляхетного і старовинного українського роду Крушельницьких гербу Сас. Сім'я кілька разів переїжджала: спочатку до Осівців, потім — Старих Петликівців, деякий час сім'я жила в передгір'ях Східних Бескид — у селі Тисові біля Болехова. 1878 року вони перебралися до села Біла в передмісті Тернополя, де осіли. Сестри Ганна і Емілія також були співачками.
Про дитячі роки Соломії Крушельницької згадує Марія Михайлівна Цибульська, знайома родини:
| У нас пам'ятають молоду Соломію, як вона вечорами співала в гурті дівчат десь у садку чи на майдані. Вже тоді голос її був сильний, гарний і дуже відрізнявся від інших. |
Вже в дитинстві Соломія знала багато пісень, які вона дізналась у селян

### Навчання в Тернополі
Співати почала з юних років. Навчалася в Тернопільській школі товариства «Приятелі музики». Основи музичної підготовки отримала в Тернопільській класичній гімназії, в якій складала іспити екстерном. Тут зблизилася з музичним гуртком гімназистів, членом якого був також Денис Січинський — згодом відомий композитор, перший у Галичині професор музики.
1883 року на Шевченківському концерті в Тернополі відбувся перший прилюдний виступ Соломії Крушельницької, яка співала в хорі товариства «Руська бесіда». На одному з концертів цього хору 2 серпня 1885 року був присутній Іван Франко, який разом з українськими, російськими і болгарськими студентами та композитором Остапом Нижанківським, художником і поетом Корнилом Устияновичем мандрував тоді краєм.[джерело?] На концерті був також письменник Павло Думка, родом із сусіднього села Купчинці.
У Тернополі Крушельницька вперше познайомилася з театром. Тут час від часу виступав львівський театр товариства «Руська бесіда», у репертуарі якого були опери Семена Гулака-Артемовського та Миколи Лисенка. Вона мала можливість спостерігати за грою драматичних акторів Філомени Лопатинської, Антоніни Осиповичевої, Степана Яновича, Андрія Мужик-Стечинського, Михайла Ольшанського, Кароліни Клішевської.

### Львівська консерваторія

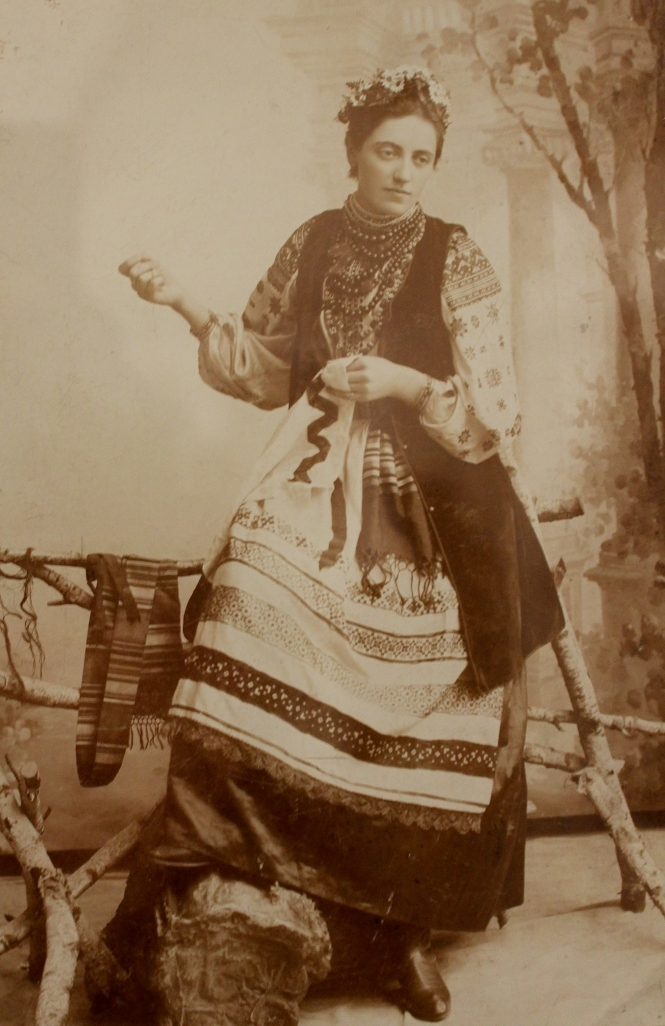
Соломія Крушельницька у подільському строї, 1892

1891 року Крушельницька вступила до Львівської консерваторії Галицького музичного товариства.
Високо оцінило здібності молодої співачки керівництво консерваторії:
| Має всі дані, щоб стати окрасою навіть першорядної сцени. Обширної скалі дзвінкий і дуже симпатичний звук її мецо-сопрано, освіта музична, високе почуття краси, принадна поверховість, сценічна постанова, словом всі прикмети, якими обдарувала її природа, заповідають їй в артистичному світі найкращу будучість. |
У консерваторії вчилася у професора Валерія Висоцького, який виховав плеяду відомих українських та польських співаків. Під час навчання у консерваторії вперше виступає сольно: 13 квітня 1892 року виконала головну партію в ораторії Г. Ф. Генделя «Месія». 5 червня 1892 року в «Львівському бояні» виконала пісню Миколи Лисенка «Нащо мені чорні брови».
В опері Соломія Крушельницька дебютувала 15 квітня 1893 року партією Леонори в опері італійського композитора Гаетано Доніцетті «Фаворитка» на сцені Львівського міського театру Скарбка. З нею співали знамениті Рудольф Бернгардт та Юліан Єронім. Із великим успіхом пройшли також виступи в ролі Сантуції в «Сільській честі» П. Масканьї.
1893 року Крушельницька закінчила Львівську консерваторію з відзнакою та медаллю.
У її дипломі було написано:
| Цей диплом отримує панна Соломія Крушельницька як свідоцтво мистецької освіти, здобутої взірцевою старанністю і надзвичайними успіхами, особливо на публічному конкурсі 24 червня 1893 р., за які була відзначена срібною медаллю… |

### Оперна сцена
Ще під час навчання в консерваторії Соломія Крушельницька отримала запрошення від польського Львівського оперного театру, проте вона прагнула української опери, якої на той час не існувало. Співачка вирішила їхати до Італії, щоб продовжити навчання. На це рішення вплинула знаменита італійська співачка Джемма Беллінчоні, яка в той час гастролювала у Львові. Вона порадила їхати до Італії — продовжувати навчання у визнаних майстрів бельканто.

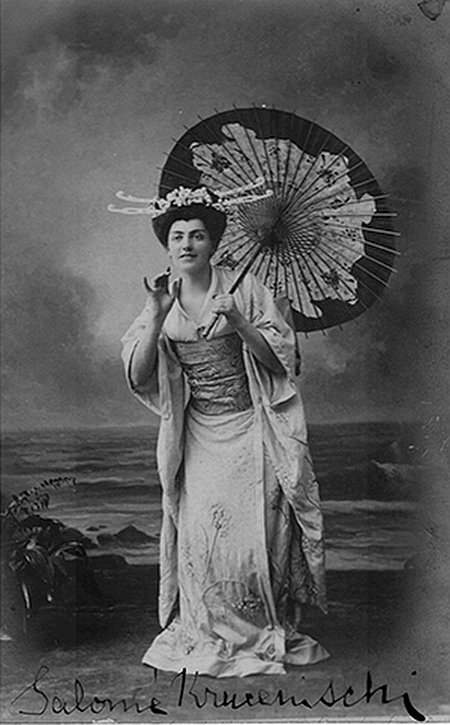
С. Крушельницька в ролі Чіо-Чіо-Сан в опері Д. Пуччіні «Мадам Баттерфляй»

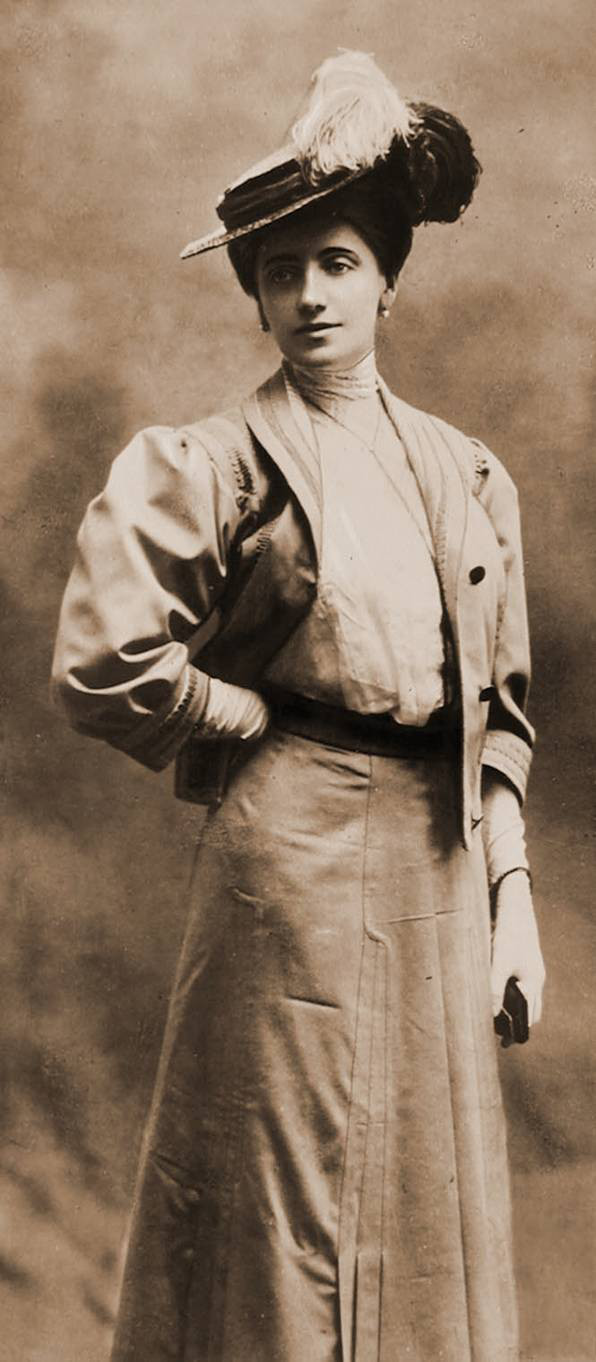
Під час гастролей у Кракові, 1896

Восени 1893 року Крушельницька їде до Італії, де вчиться у знаменитих Фаусти Креспі (спів; підготувала не одну знамениту співачку, вважала Соломію найздібнішою зі своїх учениць) і професора Конті (драматична гра і міміка).
Доброю школою для Крушельницької було виконання оперних арій на концертах. Так, на концерті музично-драматичної школи «Л'Армонія» вона проспівала арії з опер «Фауст» Ш. Гуно, «Африканка» Д. Меєрбера, «Єврейка» Ф. Галеві. О. Бандрівська так згадує про цей період життя Крушельницької:
| Виїхавши на дальші студії до Італії, вона розвинула голос у лірико-драматичне сопрано, вирівняне від найнижчих до найвищих тонів… Її голос захоплював силою звуку, дзвінкістю, соковитістю, оксамитовістю, гнучкістю, досконалою вокальною дикцією, віртуозною технікою, благородним тембром, далекозвучністю, ліризмом і драматизмом… |
З 1894 року Крушельницька виступає в театрах Львова, завойовуючи симпатії авдиторії.
У другій половині 1890-х років починає тріумфально виступати на сценах театрів світу: Італії, Іспанії, Франції, Португалії, Росії, Польщі, Австрії, Єгипту, Аргентини, Чилі в операх «Аїда», «Трубадур» Д. Верді, «Фауст» Ш. Гуно, «Страшний двір» С. Монюшка, «Африканка» Д. Меєрбера, «Манон Леско» і «Мадам Баттерфляй» Дж. Пуччіні, «Кармен» Ж. Бізе, «Електра» Р. Штрауса, «Євгеній Онєгін» і «Пікова дама» П. Чайковського та інших.
Славу Крушельницька здобула на варшавській та краківській сценах, виступаючи кілька сезонів поспіль в операх польського композитора Станіслава Монюшка. Коли вона співала на краківській сцені в опері Вагнера, в цей час у місті, як зазначає Ігор Шаров, навчався письменник Василь Стефаник, що писав до Вацлава Морачевського: «…Я тепер у свіжім світі — за кулісами. Співає в тутешній опері Крушельницька, наша землячка … має прегарні голосниці в горлі і розумне лице».
17 лютого 1904 року, в міланському театрі «Ла Скала» Джакомо Пуччіні представив свою нову оперу «Мадам Баттерфляй». Ще ніколи композитор не був так упевнений в успіху… але глядачі оперу обурено освистали. Славетний маестро почувався розчавленим. Друзі вмовили Пуччіні переробити свій твір, а на головну партію запросити Соломію Крушельницьку. 29 травня — на сцені театру «Ґранде» в Брешії відбулася прем'єра оновленої «Мадам Баттерфляй», цього разу — тріумфальна. Публіка сімнадцять разів викликала акторів і композитора на сцену. Після вистави, зворушений і вдячний, Пуччіні надіслав Крушельницькій свій портрет із написом: «Найпрекраснішій і найчарівнішій Баттерфляй».
1910 року Крушельницька одружилася з відомим італійським адвокатом, мером міста В'яреджо Чезаре Річчоні — тонким знавцем музики, ерудованим аристократом, в одному з храмів Буенос-Айреса. Оселилися у В'яреджо, де вона купила віллу, яку назвала «Саломеа».
1920 року Крушельницька в зеніті слави покидає оперну сцену, виступивши востаннє у неапольському театрі в улюблених операх «Лорелея» і «Лоенгрін».

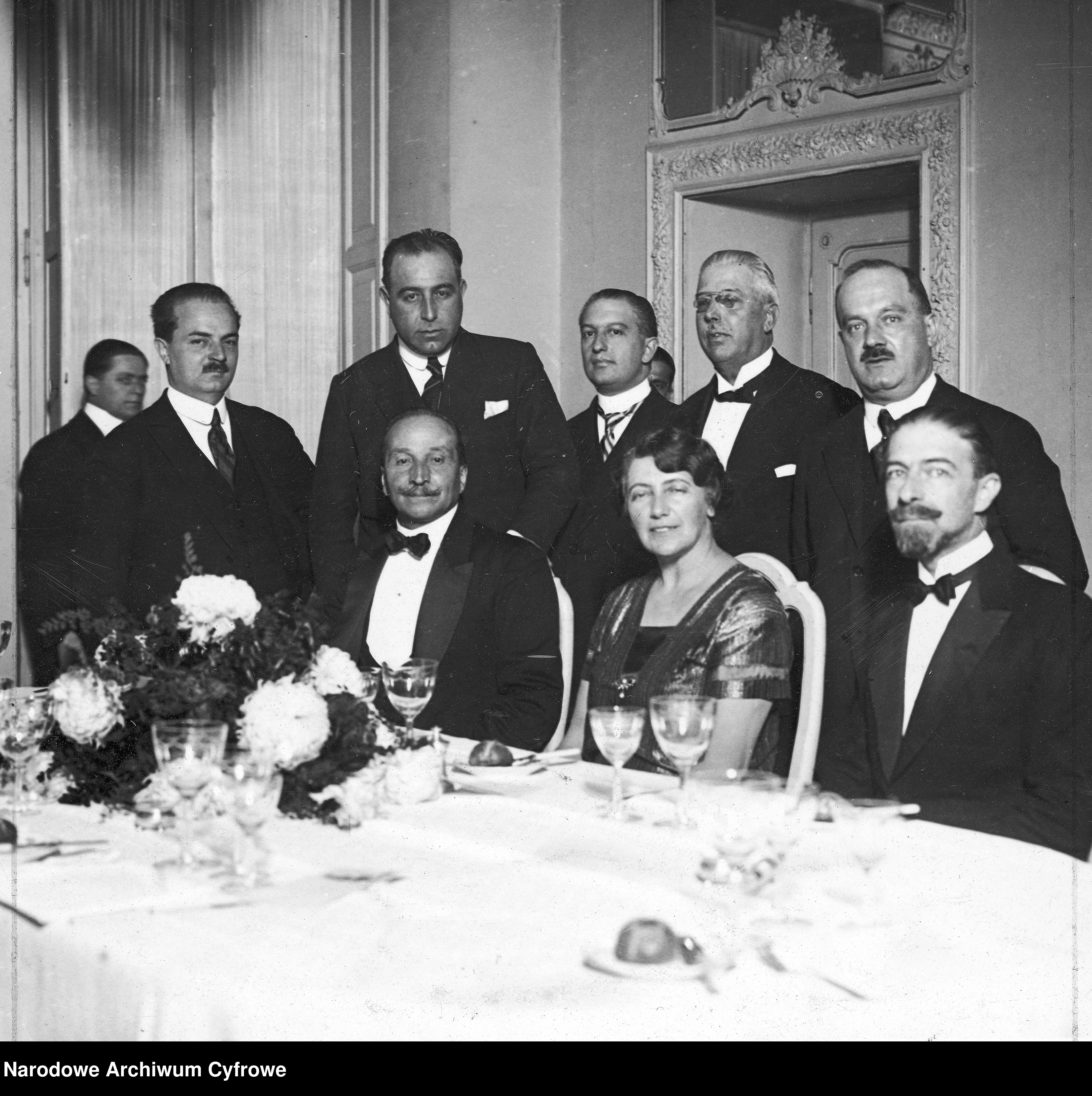
Соломія Крушельницька у Римі на прийомі, організованому на її честь князем Джованеллі, після виступу у Королівській Філармонії, 1924

Далі присвятила себе камерній концертній діяльності, пісні виконувала вісьмома мовами. Гастролювала Україною, Європою, Америкою. Протягом 1894–1923 років майже щороку виступала з концертами у Львові, Тернополі, Стрию, Бережанах, Збаражі, Чернівцях та інших містах Галичини. Міцно дружила з І. Франком, М. Павликом, Ольгою Кобилянською, М. Лисенком, Д. Січинським та багатьма іншими культурними діячами Галичини і Наддніпрянщини.
Серед партнерів на сцені, з якими працювала Крушельницька, були:  Жаном Димитреску, Кремоніні, Росселіні, Кастеляно та інші.
Особливе місце у творчості Крушельницької займали концерти, присвячені пам'яті Шевченка та Франка. Для участі в них вона часто приїжджала до Західної України.

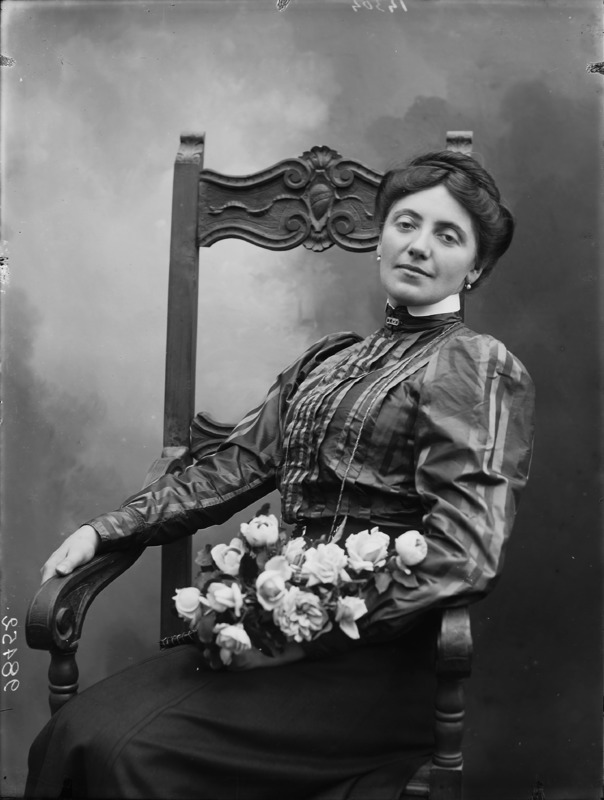
У США, 1929

В січні 1928 р. Соломія Крушельницька на запрошення «Союзу українок» Америки прибула в Нью-Йорк. На пристані її зустріли з квітами з синьо-жовтою стрічкою представники товариства. Взагалі тернополянка була першою українською оперною співачкою, яка відвідала з гастрольним туром США та Канаду . Під час турне співачка відвідала 12 міст США та Канади – Нью-Йорк, Філадельфію, Йонкерс, Ньюарк, Пітсбург, Норттемптон, Детройт, Вашингтон, Клівленд, Вінніпег, Чикаго, Монреаль .
4 лютого в концертному залі «Мекка Темпл» відбувся її перший виступ. Соломія співала шедеври світової музики і українські пісні. Газета «Америка» написала: «Публіка була дуже одушевлена, бо такого концерту українських творів в нас ще не було». Також були такі слова: «…серед зими весна до нас прибула. І серед холоду і снігу в душах наших потепліло, стопився лід, зазеленіло, запахло квітами. […] Так почував себе кождий, що вислухав концерт п. Крушельницької». Після концерту була святкова вечеря, де всі присутні могли поспілкуватися з Соломією в сердечній обстановці. Вечір завершився співом пісні «Многая літа» та «Ще не вмерла Україна».
4 березня Крушельницька дала ще 2 концерти. Один на Шевченківському концерті в Стайвесент-гайскул. Тут ще виступали хор «Бандурист», камерний ансамбль імені М. Леонтовича, співак П. Ординський, музикант Р. Придаткевич. А другий в Українському робітничому домі, де її прийшло послухати 1500 глядачів. Співала світові твори й українські народні пісні «Весільні співанки», «Через сад-виноград», «Вівці мої, вівці» та інші. Від зворушення в людей блищали сльози на очах. Поет М. Тарновський написав пізніше: «Вона хотіла, щоб її почули ті, українці, які покинули свої рідні домівки і їхали світ за очі». А тому «її щирими оплесками вітали».
Під час перебування співачки на американському континенті фірма "Columbia" записала чотири українські пісні у виконанні Крушельницької: "Вівці мої, вівці", "Через сад-виноград", "Ой, де ти ідеш, де ти поїдеш", "Ой, летіли білі гуси" . Музичний супровід цих пісень здійснював невеликий фольклорний ансамбль у складі скрипки, сопілки, цимбал. За припущеннями дослідників, це могла бути група Павла Гуменюка —відомого скрипаля, диригента, композитора, етнографа, земляка Крушельницької .
1929 року в Римі відбувся останній гастрольний концерт Соломії Крушельницької.

### Викладацька діяльність

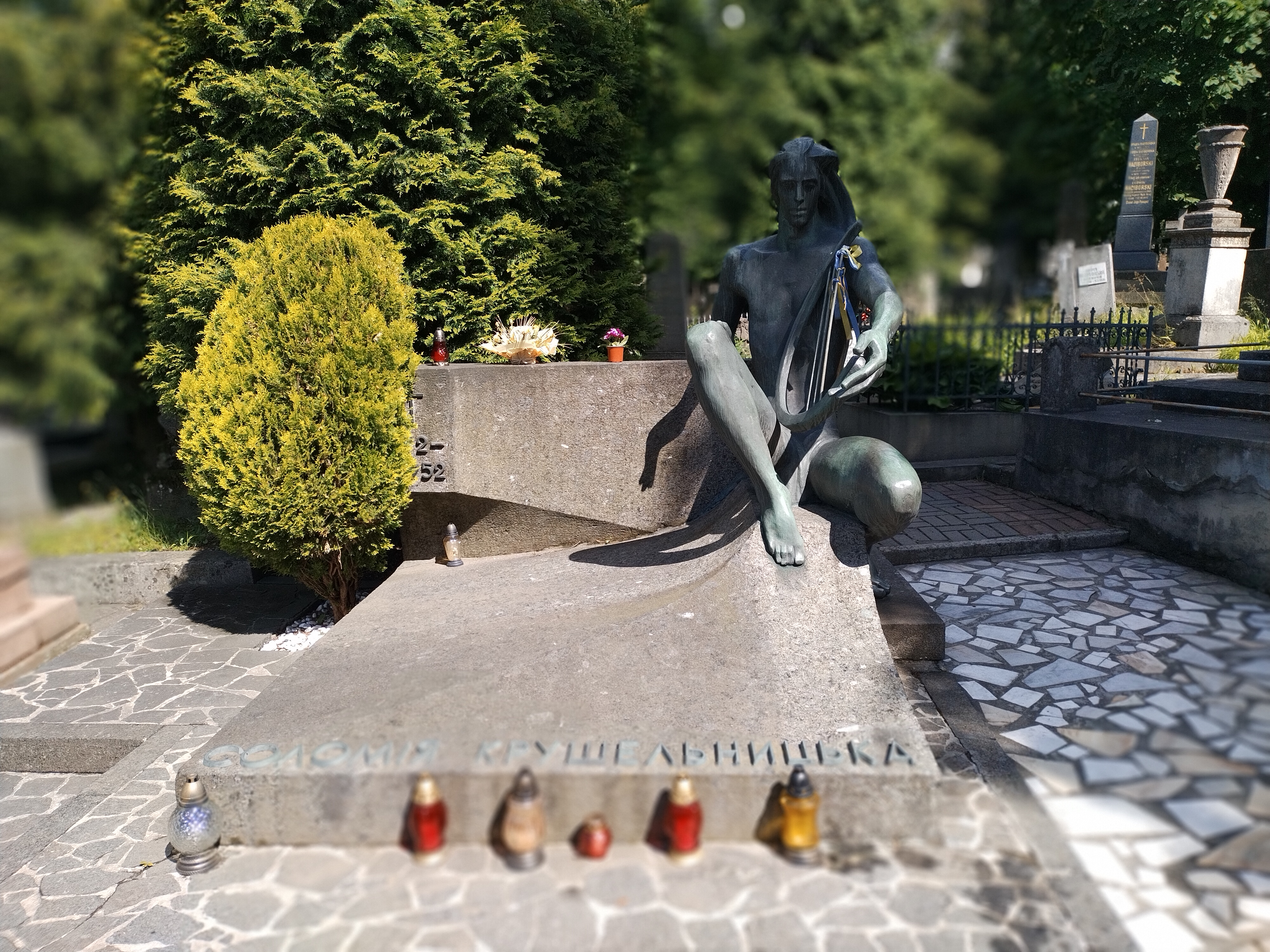
Надгробок Соломії Крушельницькій на Личаківському цвинтарі у Львові

1938 року помирає чоловік. У серпні 1939 року Крушельницька відвідала Галичину і через початок Другої світової війни не змогла повернутися до Італії. Після радянської анексії західноукраїнських земель нова влада націоналізувала будинок мисткині, залишивши їй тільки чотирикімнатну квартиру, в якій вона жила із сестрою Ганною. Під час німецької окупації Львова співачка дуже бідувала, тому давала приватні уроки вокалу.
У післявоєнний період Крушельницька почала працювати у Львівській державній консерваторії ім. М. В. Лисенка. Однак її викладацька діяльність, ледь почавшись, мало не завершилася. Під час «чищення кадрів від націоналістичних елементів» їй інкримінували відсутність консерваторського диплома, який пізніше знайшли у фондах міського історичного музею.
Мешкаючи й викладаючи в Радянській Україні, Крушельницька, незважаючи на численні звернення, довгий час не могла отримати радянського громадянства, залишаючись підданою Італії. Нарешті, написавши заяву про передачу своєї італійської вілли й усього майна радянській державі, вона стала громадянкою СРСР. Віллу відразу продали, компенсувавши власниці мізерну частину від її вартості.
1951 року Соломії Крушельницькій присвоїли звання Заслуженої діячки мистецтв УРСР, а в жовтні 1952 року вона нарешті отримала звання професорки.
Востаннє співала у Львівській філармонії 1949 року, в 77-річному віці. Мало хто знав, що на той час співачка вже хворіла раком горла.
Соломія Крушельницька померла 16 листопада 1952 року. Похована у Львові на Личаківському цвинтарі поруч із могилою друга та наставника — Івана Франка.

## Дискографія
На сьогодні відомо про 38 творів, записаних Соломією Крушельницькою, з яких 15 - це обробки українських народних пісень.
| Запис                                                                            | Рік      | Лейбл | Мова | Супр. |
| -------------------------------------------------------------------------------- | -------- | ----- | ---- | ----- |
| Дж. Пуччіні. Арія «Vissi d'arte» з опери «Тоска»                                 | 1902     | GCR   | it   | ф-но  |
| Е. Гріг. Пісня Сольвейг                                                          | 1902     | GCR   | pl*  | ф-но  |
| Ф. Каранта. «Lasciali dir tu m ami».                                             | 1902     | GCR   | it   | ф-но  |
| C. Монюшко. «Zbudzić się z łudnych snów» з опери «Графиня».                      | 1902     | GCR   | pl   | ф-но  |
| С. Монюшко. Арія Гальки.                                                         | 1903     | GCR   | pl   | ф-но  |
| І. Я. Падеревський «Piosnka dudarza» op.18 №3                                    | 1903     | GCR   | pl   | ф-но  |
| А. Каталані. Арія «Ne andrò lontana» з опери «Валлі»                             | 1906     | Ft    | it   | ф-но  |
| А. Бойто. Арія «L'altra notte» з опери «Мефістофіль»                             | 1906     | Ft    | it   | ф-но  |
| Дж. Верді. Арія «Pace mio dio» з опери «Сила долі»                               | 1906     | Ft    | it   | ф-но  |
| Ф. П. Тості Ti rivedrò...!                                                       | 1906     | Ft    | it   | ф-но  |
| Е. Оддоне. "Capelli d’oro".                                                      | 1906     | Ft    | it   | ф-но  |
| А. Каталані. Арія «Da che tutta» з опери «Лорелея»                               | 1906/09? | Ft    | it   | орк.  |
| Дж. Пуччіні. Арія «Un bel di vedremo» з опери «Чіо Чіо Сан»                      | 1906/09? | Ft    | it   | орк.  |
| Ф. Чілеа. Арія Io son l'umile ancella з опери «Адріана Лекуврер»                 | 1906     | Ft    | it   | ф-но  |
| Р. Ан. «Si mes vers avaient des ailes»                                           | 1906     | Ft    | fr   | ?     |
| Ф. Каранта. Si dice                                                              | 1906     | Ft    | it   | ?     |
| Дж. Верді. Арія «Ritorna vincitor» з опери «Аїда».                               | 1907     | Ft    | it   | орк.  |
| Р. Вагнер. Арія «Ho jo to ho» з опери «Валькірія»                                | 1912     | Ft    | it*  | орк.  |
| Р. Вагнер. Арія «Tanto Fu Triste» з опери «Валькірія» ‎                           | 1912     | Ft    | it*  | орк.  |
| Ф. Чілеа. Арія «Poveri Fiori» з опери «Адріана Лекуврер»                         | 1912     | Ft    | it   | орк.  |
| Дж. Мейєрбер. Арія «Di qui si vede il mar...» з опери «Африканка»                | 1912/09? | Ft    | it*  | орк.  |
| «Ой, летіли білі гуси»‎                                                           | 1927     | С     | uk   | орк.  |
| «Ой, де ти ідеш, де ти поідеш»                                                   | 1928     | С     | uk   | ф-но  |
| «Через сад виноград»                                                             | 1928     | С     | uk   | орк.  |
| «Вівці мої вівці»                                                                | 1928     | С     | uk   | орк.  |
| «Вівці мої вівці» (обробка – Р. Сімович)                                         | 1951     | Л     | uk   | ф-но  |
| «Зажурилась Бідна Дівчинонька» (обробка – С. Людкевич)                           | 1951     | Л     | uk   | ф-но  |
| «Закувала Зозуленька» (обробка – А. Штогаренко)                                  | 1951     | Л     | uk   | ф-но  |
| «Катерино, засвіти-но» (обробка – Р. Сімович)                                    | 1951     | Л     | uk   | ф-но  |
| «Ой, гиля білі гуси» (обробка – А. Солтис)                                       | 1951     | Л     | uk   | ф-но  |
| «Ой є в лузі калина» (обробка – М. Колесса)                                      | 1951     | Л     | uk   | ф-но  |
| «Ой, зацвіла червона калина» (обробка – Б. Лятошинський)                         | 1951     | Л     | uk   | ф-но  |
| «Ой попід гай зелененький брала вдова льон дрібненький» (обробка – Л. Ревуцький) | 1951     | Л     | uk   | ф-но  |
| «Ой, там на горі малювали малярі» (обробка – Я. Ярославенко)                     | 1951     | Л     | uk   | ф-но  |
| «Про ніженьки» (обробка – C. Людкевич)                                           | 1951     | Л     | uk   | ф-но  |
| «Родимий Краю» (обробка – В. Матюк)                                              | 1951     | Л     | uk   | ф-но  |
|                                                                                  |          |       |      |       |

## Вшанування пам'яті

### Музеї
- Музично-меморіальний музей Соломії Крушельницької у квартирі співачки в м. Львові (1989).
- Музей Соломії Крушельницької в с. Біла Тернопільської області (1963).
- Кімната-музей в с. Білявинці Чортківського району Тернопільської області.

### Почесні найменування
- Ім'я Соломії Крушельницької мають Тернопільський мистецький фаховий коледж (де виходить газета «Соломія»), Львівський оперний театр, Львівський державний музичний ліцей ім. С. Крушельницької, 8-річна школа в селі Біла поблизу м. Тернополя.
- Іменем Соломії Крушельницької названо провулок у м. Житомирі, вулиці у містах Тернополі, Києві, Львові (де вона прожила останні роки свого життя), Рівному, Кам'янці-Подільському, Бучачі на Тернопіллі, Городку Хмельницької області (докладніше про всі назви див. Вулиця Соломії Крушельницької).
- На честь Соломії Крушельницької названо 14 курінь УПЮ імені Соломії Крушельницької.

### Пам'ятники
- Надмогильний пам'ятник «Співучий Орфей» на Личаківському цвинтарі у Львові (1978, скульптор Т. Бриж, архітектор Л. Скорик).
- У Дзеркальному залі Львівського театру опери й балету встановлено бронзовий пам'ятник Соломії Крушельницькій скульптора Ярослава Скакуна. 8 жовтня 2008 року в залі театру «Ла Скала» встановлено скульптурний портрет Крушельницької цього ж автора[22]. Скульптурні портрети співачки створили Лука Біганич (погруддя 1970 року[23] і медаль, не пізніше 1974[24]), Василь Власов (два портрети від 1959 і 1960 років)[25], Євген Дзиндра, Ярослав Мотика, Василь Одрехівський, Еммануїл Мисько (Львів), О. Пасіка (Київ).
- 2010 року відкрито пам'ятник С. А. Крушельницькій на бульварі Тараса Шевченка в центрі Тернополя.
- 21 липня 2012 року, в італійському містечку Торре-дель-Лаго, біля м. В'яреджо, де протягом липня-серпня 2012 року проходив 58-й оперний фестиваль Пуччіні, відбулося урочисте відкриття бронзового погруддя Соломії Крушельницької (скульптор Руслан Іваницький). Ініціатива встановлення погруддя належить Посольству України в Італії, Міськраді Віареджо, фундації «Фестиваль Пуччіні» та здійснено за підтримки фундації «Сімонетта Пуччіні», УГКЦ в Італії[26].

### Виставки
- 28 липня 2023 року, на одному із найбільших європейських оперних фестивалів, а саме 69-у оперному фестивалі «Пуччіні», який відбудеться в Торре-дель-Лаго (Італія) буде відкрита виставка про Соломію Крушельницьку «Гранд тур: Соломія. Україна – Італія». Проєкт виставки реалізувала команда Музично-меморіального музею Соломії Крушельницької у Львові за підтримки Українського культурного фонду.

### Конкурси та фестивалі
- Від 1987 року у Тернополі проводять Конкурс імені Соломії Крушельницької.
- У Львівській опері від 1991 року відбуваються Міжнародні конкурси оперних співаків імені Соломії Крушельницької.
- Традиційними стали фестивалі оперного мистецтва.

### Пам'ятна монета
- У 1997 році Національний банк України випустив пам'ятну монету номіналом у 2 гривні, присвячену 125-річчю від дня народження співачки, також було випущено марку і поштовий конверт.

## Фільми

### Художні
- У 1982 році на Київській студії художніх фільмів ім. О. Довженка режисер Фіалко Олег Борисович створив історико-біографічний фільм, присвячений життю й творчості Соломії Крушельницької — «Повернення Баттерфляй», за мотивами однойменного роману Валерії Врублевської. Кінострічку засновано на реальних фактах життя співачки й побудовано на її спогадах. Партії Соломії виконує Гізела Ципола. Роль Соломії у фільмі виконала Олена Сафонова.

### Документальні
- «Соломія Крушельницька» (режисер І. Мудрак, Львів, «Міст», 1994);
- «Соломія Крушельницька» (1994, Укртелефільм, автори: Н. Давидовська, В. Кузнецов, опер.  М. Марковський; у фільмі бере участь музикознавець М. Головащенко);
- «Два життя Соломії» (режисер О. Фролов, Київ, «Контакт», 1997);
- підготовано телепередачу з циклу «Імена» (2004);
- документальний фільм «Solo-mea» з циклу «Гра долі» (режисер В. Образ, студія ВІАТЕЛ, 2008).

## Вистави та балети
- 1995 року відбулася прем'єра вистави «Соломія Крушельницька» (автор Б. Мельничук, І. Ляховський) у Тернопільському обласному драматичному театрі (нині академічний театр).
- 18 березня 2006 року на сцені Львівського національного академічного театру опери та балету ім. С. Крушельницької відбулася прем'єра балету Мирослава Скорика «Повернення Баттерфляй», що базується на фактах з життя Соломії Крушельницької. В балеті використовується музика Джакомо Пуччіні.
- 28 грудня 2023 року на сцені Київського академічного театру на Печерську відбулася прем'єра вистави режисерки Олени Лазовіч «Соломія», про життя Соломії Крушельницької за спогадами її сучасників.

## Книжки
- Олександр Балабко. Кімоно для Баттерфляй. Із життя Соломії Крушельницької. Роман. Чернівці: Букрек, 2022. 320 с.: іл. ISBN 978-966-997-104-3
- Andiy J. Semotiuk. Solomea. Star of the Golden Age of Opera. — Toronto: Rodovid & Courageous Heart Productions, 2023. — 465 p. ISBN 978-617-7482-52-8.

## Портрети
- Прижиттєвий портрет Крушельницької написала Ярослава Музика.

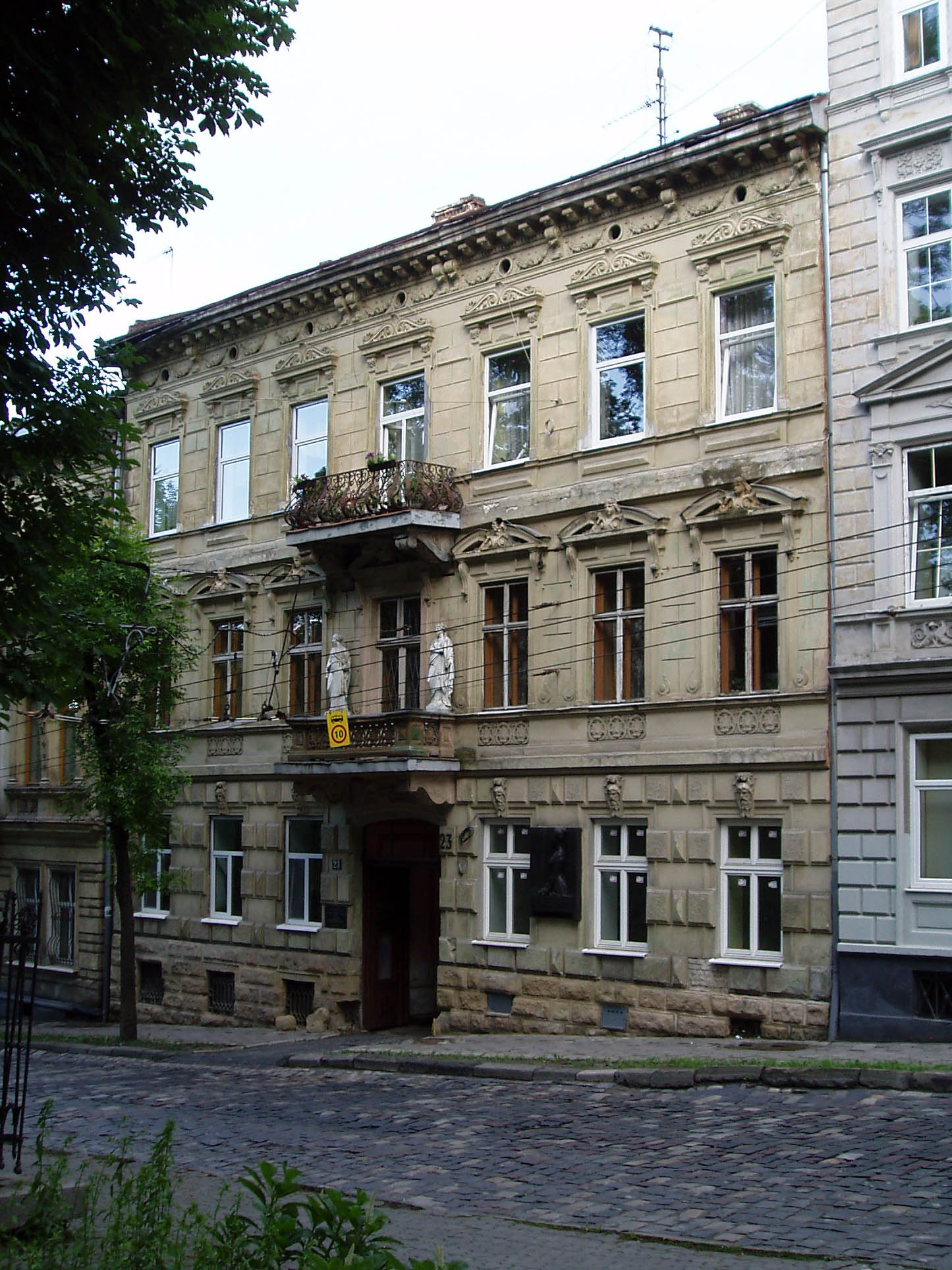
Музично-меморіальний музей Соломії Крушельницької у Львові
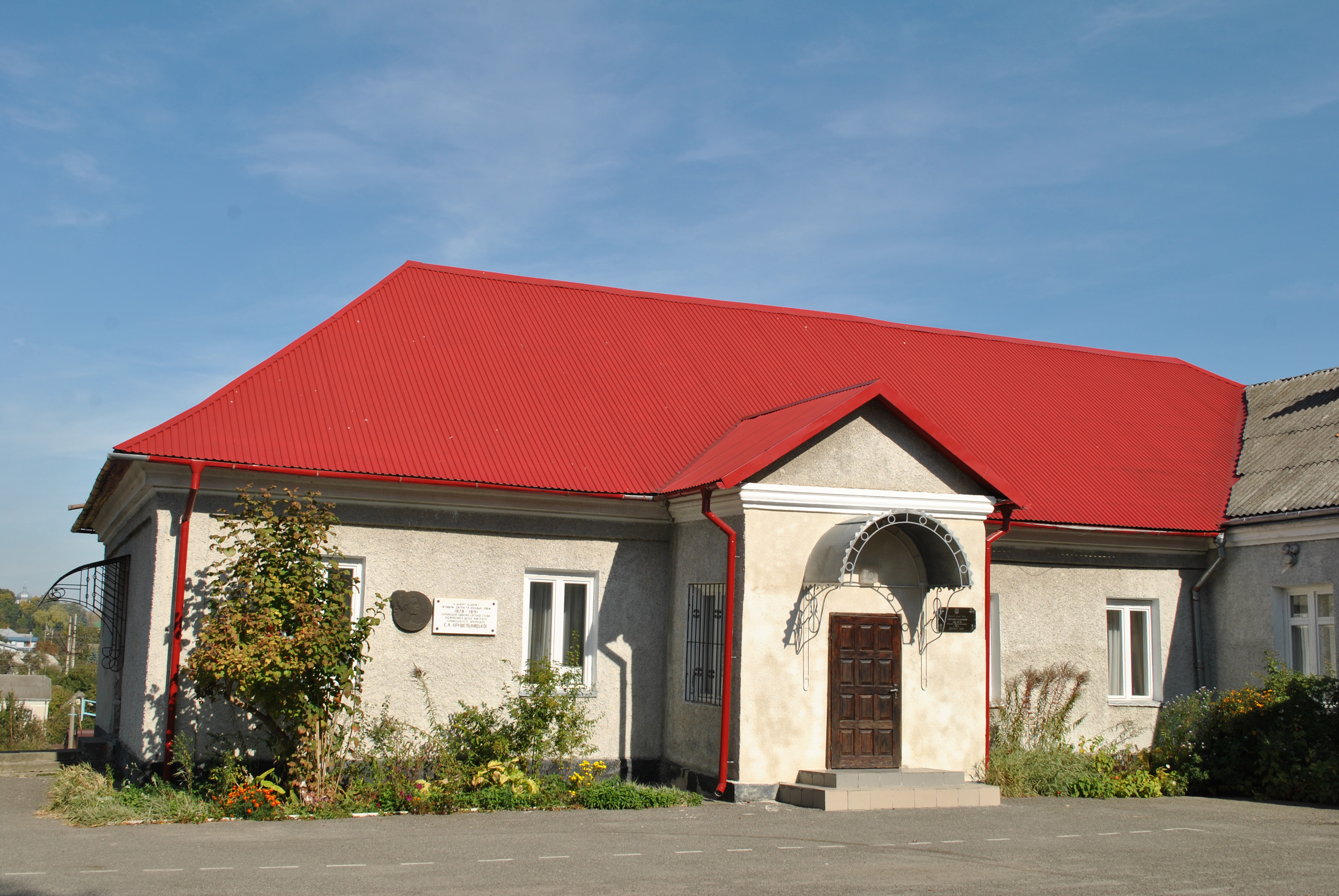
Музей-садиба Соломії Крушельницької в с. Біла
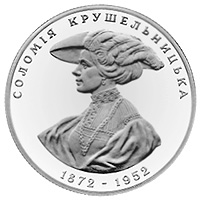
Ювілейна пам'ятна монета, присвячена 125-річчю від дня народження Соломії Крушельницької
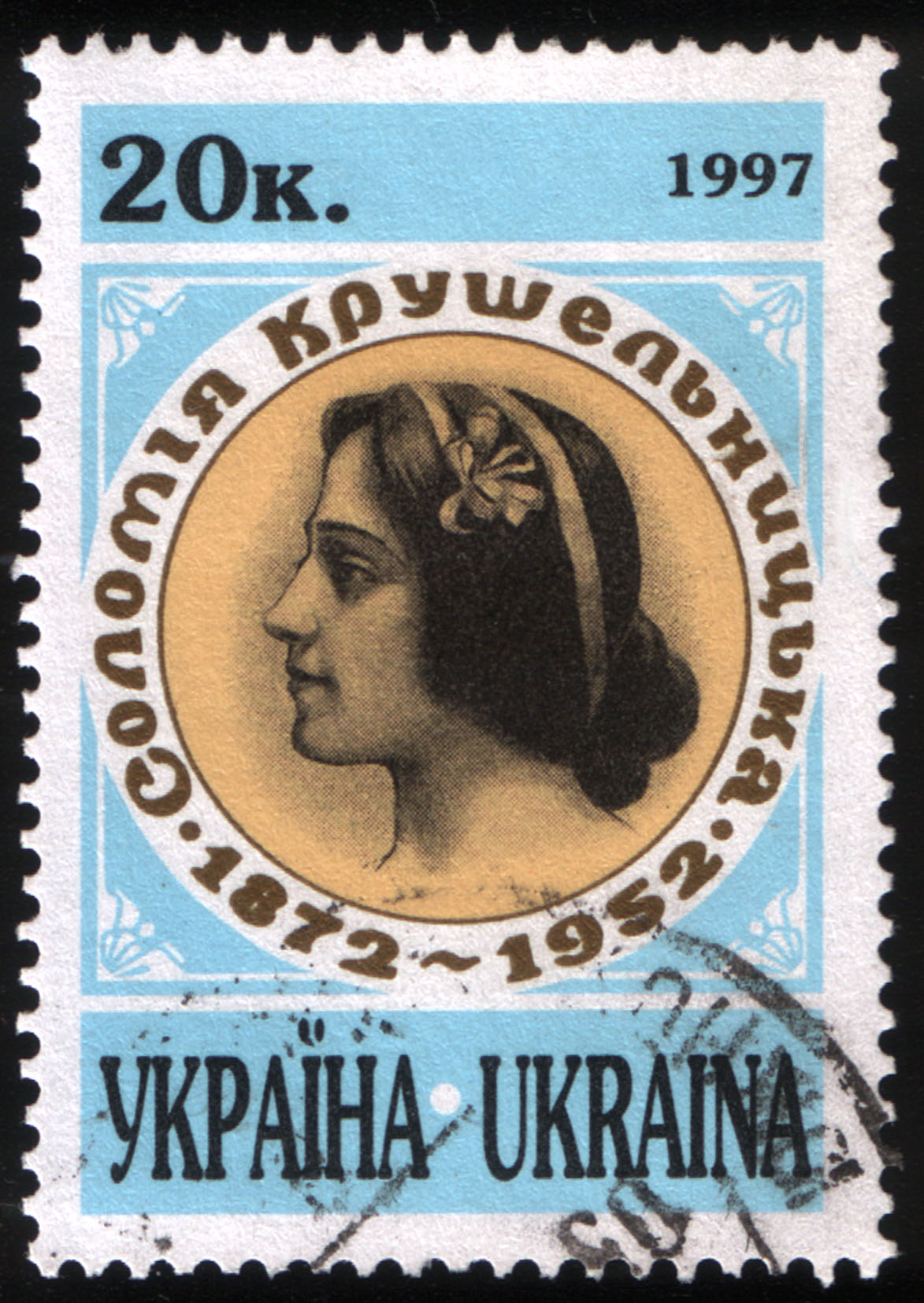
Поштова марка України, 1997 р. (Michel 219) присвячена С. Крушельницькій
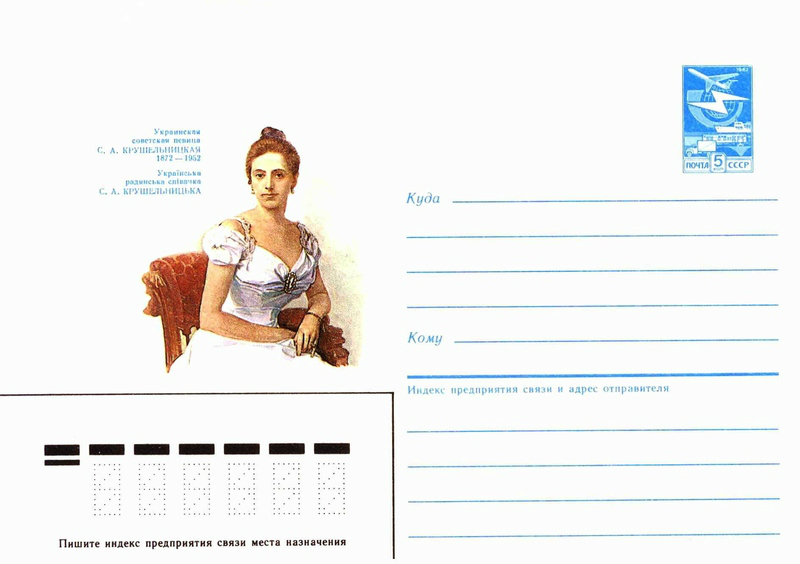
Поштовий конверт 1987 року
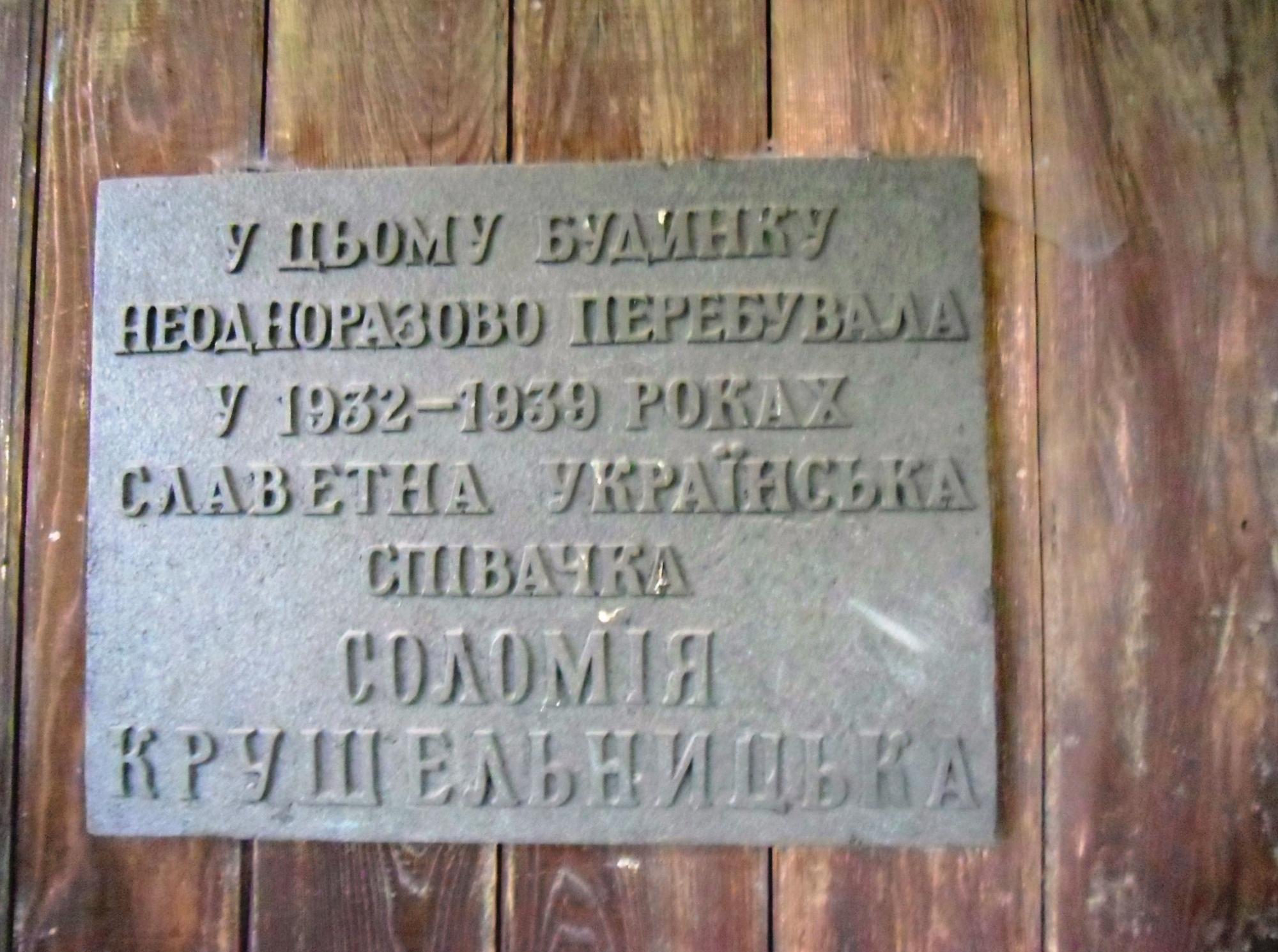
Меморіальна таблиця на будинку в с. Дубина, у якому мешкала С. Крушельницька
Меморіальна таблиця на вул. Крушельницької, 23 у Львові (автор - Еммануїл Мисько)

## Відеоматеріали
- Валерія Врублевська. "Соломія Крушельницька" (роман-біографія). Уривки (аудіо): https://www.youtube.com/watch?v=gbM0JkcltIg
- СОЛОМІЯ КРУШЕЛЬНИЦЬКА | Програма"Велич особистості" | 2016 (ВІДЕО)
- "Відомі львів'яни". Соломія Крушельницька: https://www.youtube.com/watch?v=d4TkNRFAGDM
- Соломія Крушельницька - about ukrainian soprano Solomiya Krushelnytska: https://www.youtube.com/watch?v=zfXCu6uu3WY
- Зроблено в Україні. Соломія Крушельницька: https://www.youtube.com/watch?v=b3dEtOaPrCo
- Голос Соломії Крушельницької з Нью-Йорка (1928), "Вівці, мої вівці" https://localhistory.org.ua/rubrics/video/golos-solomiyi-krushelnitskoyi-z-za-okeanu/